# Exophiala calicioides
Exophiala calicioides är en svampart som först beskrevs av Elias Fries, och fick sitt nu gällande namn av G. Okada & Seifert 2000. Exophiala calicioides ingår i släktet Exophiala och familjen Herpotrichiellaceae.  Arten är reproducerande i Sverige. Inga underarter finns listade i Catalogue of Life.